# Luigi Giamporcaro
Luigi Giamporcaro (San Cataldo, 28 ottobre 1787 – 2 gennaio 1854) è stato un vescovo cattolico italiano.

## Biografia
Nacque da un'antica e ricca famiglia di proprietari terrieri. Studiò nelle scuole del paese fino alla terza media, e in seguito entrò nel seminario diocesano e completò il liceo-ginnasio. Si laureò in teologia. Dopo l'ordinazione sacerdotale, mons. D'Agostino, rettore del seminario diocesano, lo chiamò come docente di Sacra Scrittura e padre spirituale dei seminaristi.
Divenne parroco della Chiesa Madre di San Cataldo e arciprete della stessa città.
Il 13 marzo 1843 papa Gregorio XVI lo nominò vescovo di Lacedonia. Fu consacrato vescovo il 25 giugno 1843 dal cardinale Giacomo Filippo Fransoni, co-consacranti il vescovo di Foligno Nicola Belletti e il vescovo di San Severino Marche Filippo Saverio Grimaldi. Il 20 maggio 1844 fu trasferito alla sede di Monopoli. Condusse numerose visite pastorali.
Morì nel 1854.
Donò la sua croce pettorale d'oro come ornamento per la statua del santo patrono nella Chiesa Madre di San Cataldo.

## Genealogia episcopale
La genealogia episcopale è:
- Cardinale Scipione Rebiba
- Cardinale Giulio Antonio Santori
- Cardinale Girolamo Bernerio, O.P.
- Arcivescovo Galeazzo Sanvitale
- Cardinale Ludovico Ludovisi
- Cardinale Luigi Caetani
- Cardinale Ulderico Carpegna
- Cardinale Paluzzo Paluzzi Altieri degli Albertoni
- Papa Benedetto XIII
- Papa Benedetto XIV
- Papa Clemente XIII
- Cardinale Bernardino Giraud
- Cardinale Alessandro Mattei
- Cardinale Pietro Francesco Galleffi
- Cardinale Giacomo Filippo Fransoni
- Vescovo Luigi Giamporcaro